# Le Temps (Francia)
Le Temps è stato un quotidiano francese fondato a Parigi nel 1861.

## Storia

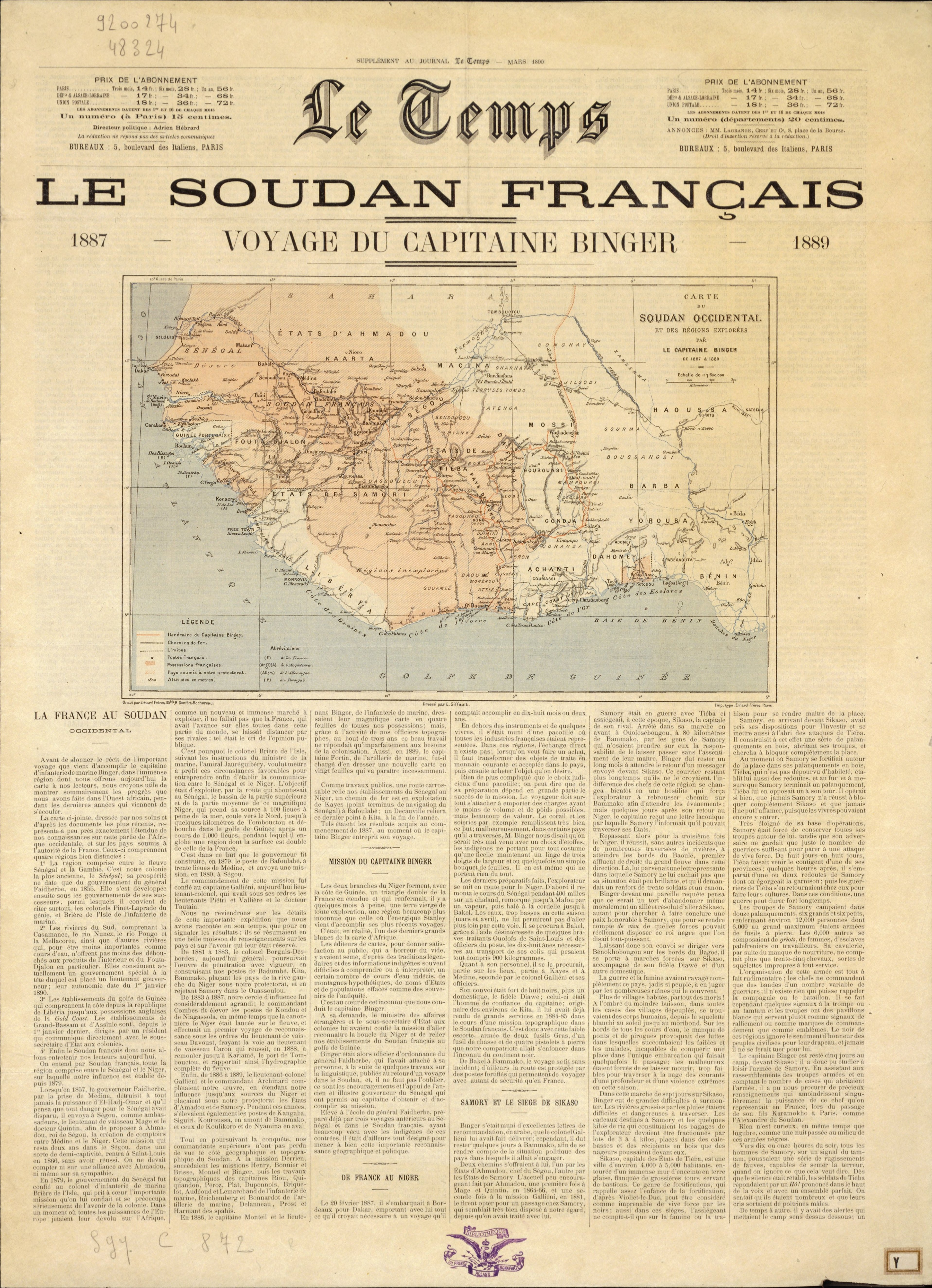
Prima pagina de Le Temps dedicata alla spedizione del capitano Binger.

Fondato da Auguste Nefftzer, il primo numero uscì il 25 aprile 1861. La prima sede era situata al n. 10 di rue du Faubourg-Montmartre, salvo poi trasferirsi nel dicembre 1884 al n. 5 di boulevard des Italiens. Inizialmente ispirato alla filosofia liberale del suo fondatore con forti inclinazioni protestanti, il giornale ebbe un inizio difficile e dovette essere sostenuto finanziariamente da alcuni industriali alsaziani amici di Nefftzer. In poco tempo Le Temps riuscì a costruirsi la reputazione di un giornale serio, e la sua tiratura passò da appena 3.000 copie tirate nel 1861 a 11.000 nel 1869 e a 22.000 nel 1880.
Dal 1867 al 1890 il Duca d'Aumale fu uno dei principali azionisti del giornale.
A partire dal 1870 gli articoli politici del giornale furono anonimi, cosa che gli permise di affermare a lungo la propria indipendenza e autorità rispetto ai suoi principali concorrenti, come Le Figaro e Le Journal des Débats. L'edizione parigina fu sospesa dal 7 al 19 maggio 1871 a causa dello scoppio della Comune, ma la pubblicazione dell'edizione di Saint-Germain-en-Laye continuò ugualmente ad uscire. Era uno dei due quotidiani francesi dell'epoca che si concentrava maggiormente sulle notizie internazionali, insieme al quotidiano monarchico moderato Le Soleil. Le sue notizie erano considerate di alta validità, serie e obiettive. Quando Nefftzer vendette Le Temps ad Adrien Hébrard nel 1873 l'orientamento politico del giornale si spostò su posizioni di centro-sinistra, salvo poi orientarsi su posizioni repubblicano-conservatrici. Nel 1914 raggiunse le 30.000 copie.
Nel periodo tra le due guerre, i figli di Adrien Hébrard si succedettero alla guida del giornale: Émile fino al 1925, Adrien fino al 1929, quando vendette tutte le sue azioni al politico Louis Mill. Alla morte di Mill, l'opinione pubblica apprese da una lettera trovata in una delle sue casseforti che egli era stato nominato da un "consorzio" di organizzazioni padronali, il Comité des forges, il Comité des Houillères, l'Union des industries métallurgiques et minières e la Confédération générale du patronat français. Da quel momento in poi, la sinistra e l'estrema destra francese identificarono il giornale con il Comité des Forges, anche se queste organizzazioni non erano rappresentate in quanto tali nel quotidiano, ma "da singoli individui o da alcune aziende che agivano su base individuale". Nel 1934 prese posizione a favore della repressione dei socialdemocratici austriaci da parte del regime fascista di Engelbert Dollfuss. In seguito divenne il quotidiano non ufficiale del Quai d'Orsay: l'acconsentimento del Ministero degli Esteri francese all'abbandono della Cecoslovacchia a Monaco di Baviera nel 1938 portò alle dimissioni del suo corrispondente a Praga Hubert Beuve-Méry.
Come altri quotidiani nazionali (Le Figaro, Paris-Soir), Le Temps si trasferì a Lione, nella zona libera, nel 1940. In risposta all'invasione tedesca della Francia di Vichy l'11 novembre 1942, i due condirettori, Jacques Chastenet e Émile Mireaux, chiusero tardivamente il giornale il 28 novembre 1942. Le Figaro aveva infatti le pubblicazioni l'11 novembre e Le Progrès il 12 novembre.
Su richiesta di Charles de Gaulle, il 19 dicembre 1944 fu fondato Le Monde, per sostituire Le Temps come giornale di riferimento. La nuova testata prese in prestito il layout e il carattere tipografico di Le Temps.